# Ștefan al III-lea al Ungariei
Ștefan al III-lea (în maghiară István, în croată Stjepan, în slovacă Štefan; n. 1 ianuarie 1147, Székesfehérvár, Țările Coroanei Sfântului Ștefan, Ungaria – d. 4 martie 1172, Regatul Ungariei), aparținând Dinastiei Arpadiene, a fost rege al Ungariei și al Croației din 1162 până la sfârșitul vieții.

## Biografie
Ștefan a fost fiul regelui Géza al II-lea și al soției sale, Eufrosina a Kievului. Regele francez Ludovic al VII-lea a devenit nașul lui Ștefan deoarece la momentul nașterii sale, traversa Regatul Ungariei conducând o armată cruciată.
Domnia sa, relativ scurtă, a fost marcată de conflicte pentru tronul Ungariei, el fiind nevoit să lupte cu antiregii Ladislau al II-lea și Ștefan al IV-lea.

### Drumul către tron
În 1152 Ștefan a fost numit oficial moștenitor al tronului conform principiului primogeniturii. Unchii săi, Ladislau și Ștefan, trăiau la Constantinopol la curtea împăratului bizantin Manuel I Comnen, urmărindu-și interesele și așteptând moartea fratelui lor, Géza al II-lea, care a survenit în cele din urmă la 31 mai 1162.
Ștefan a fost încoronat câteva zile mai târziu sub numele Ștefan al III-lea. Fiind încă minor cârmuirea a fost preluată de un consiliu de regență din care făceau parte regina-mamă, Eufrosina, și arhiepiscopul Luca de Esztergom⁠(en)[traduceți].

### Antiregii
Împăratul bizantin Manuel I Comnen urmărea să aducă Regatul Ungariei în poziție de vasalitate și de aceea l-a sprijinit cu oaste pe Ștefan, unchiul regelui Ștefan al III-lea. De asemenea, celălalt unchi, Ladislau, pretindea coroana ungară. După o campanie militară de succes în iulie 1162, Ladislau a fost încoronat de arhiepiscopul de Kalocsa, însă ca și fratele său, care era foarte nepopular printre unguri, a fost considerat antirege deoarece nu fusese încoronat conform tradiției de arhiepiscopul de Esztergom. Ladislau a fost excomunicat de Lukacs, arhiepiscopul de Esztergom pe care ulterior Ladislau l-a închis.
Ștefan al III-lea a fugit împreună cu susținătorii săi din calea lui Ladislau al II-lea, la Pozsony (astăzi Bratislava).
Ladislau a murit pe 14 ianuarie 1163, fiind succedat la tron de fratele său, Ștefan sub numele Ștefan al IV-lea.
După scurt timp, la 19 iunie 1163 acesta a fost învins la Székesfehérvár și fost luat prizonier. Ștefan al III-lea a recâștigat tronul. După eliberare Ștefan al IV-lea a fugit în Bizanț la susținătorul său, împăratul Manuel I. În toamna anului 1163 el a încercat fără succes să recâștige tronul, Ștefan al III-lea fiind susținut în înfruntare de oastea împăratului Frederic Barbarossa. 

### Guvernarea
Împăratul Manuel I a continuat să se amestece în problemele Ungariei. El i-a oferit lui Ștefan al III-lea o alianță, dar a stabilit anumite condiții: Béla, fratele mai mic al lui Ștefan, urma să meargă la curtea imperială și să primească de la fratele său administrarea în Sirmium, Croația și Dalmația. La rândul său Manuel I a promis să-l numească pe Béla succesorul său și să-i dea mâna fiicei sale, Maria. Ștefan al III-lea, susținut de mama sa, a fost de acord cu propunerea bizantină. Ca urmare, la sfârșitul anului 1163 Béla a sosit la Constantinopol, a fost botezat în ritul răsăritean cu numele Alexius și a devenit logodnicul Mariei, iar în 1164 Ștefan al III-lea i-a cedat Sirmium, Croația și Dalmația.
În același timp, Ștefan al III-lea nu avea încredere în împăratul Bizanțului și a căutat aliați în eventualitatea unei confruntări cu acesta. A reînnoit contactele cu Austria și a promis împăratului Frederic I Barbarossa ajutor financiar în schimbul sprijinului său. Alianța cu ducele Galiției, Iaroslav Octamysl, a fost întărită de logodna fiicei acestuia cu Ștefan al III-lea. De asemenea, cooperarea cu Ladislau al II-lea, regele Boemiei, a fost intensificată.

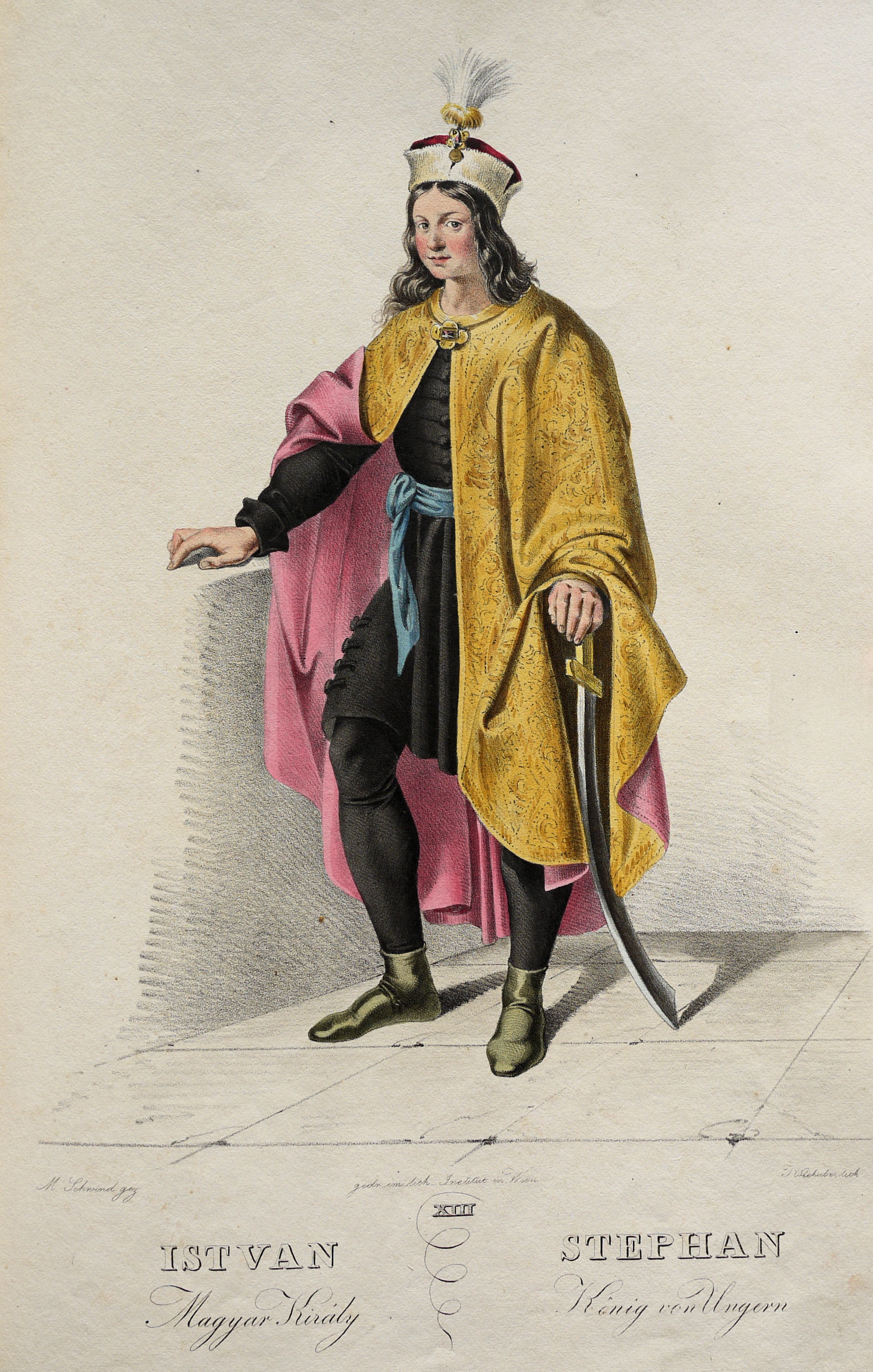
Ștefan al III-lea (litografie de Josef Kriehuber după un desen de Moritz von Schwind, c. 1828)

În 1165 a izbucnit un nou război ungaro-bizantin. În primăvara aceluiași an, Ștefan al III-lea a ocupat o parte din Sirmium și a asediat orașul Zemun. Nici moartea lui Ștefan al IV-lea pe 11 aprilie 1165 nu a oprit ostilitățile. Potrivit istoricilor bizantini Ioan Kinnamos și Niketas Choniates, el a fost otrăvit la ordinul lui Ștefan al III-lea. Zemun a fost cucerit și întregul Sirmium a intrat sub stăpânirea ungurilor. În 1166 trupele lui Ștefan al III-lea au invadat Dalmația și au ocupat mai multe orașe. În iulie 1167 ungurii au fost învinși în Bătălia de la Zemun, dar au reușit să păstreze Dalmația și Croația.
Ștefan al III-lea a stabilit relații de prietenie cu Republica Venețiană, verișoara sa (fiica antiregelui Ladislau al II-lea) căsătorindu-se cu Nicolae, fiul dogelui Vitale Michiel.
Între timp la Constantinopol situația lui Béla s-a schimbat. În 1169 s-a născut Alexios, fiul lui Manuel I și ca urmare, logodna lui Béla cu Maria Comnena a fost ruptă, el primind de soție pe Ana de Châtillon, prințesa Antiohiei și cumnata împăratului bizantin. În 1170 relațiile dintre Ungaria și Bizanț au fost stabilizate pe baza status quo-ului din 1167: Sirmium a rămas în mâinile bizantinilor, în timp ce Dalmația a rămas în mâinile ungurilor.
Ștefan al III-lea s-a logodit cu o fiică anonimă a lui Yaroslav Octomysl, Duce al Galiciei. Logodna a fost ruptă în 1166. La sfârșitul anului 1166 el s-a căsătorit cu prințesa Agnes de Babenberg, fiica cea mare a ducelui Austriei, Henric al II-lea Jasomirgott. În principal, mamei sale datorează Ștefan reușita încheierii acestei căsătorii. 
Deși în timpul cârmurii sale au avut loc numeroase războaie, Ștefan al III-lea a încercat să reorganizeze regatul urmărind să-i asigure prosperitate. Istoria asociază numele său cu acordarea primelor privilegii unui oraș maghiar. inițial Ștefan a acordat privilegii orașului Székesfehérvár, prin așa-numita „Lege Fehérvár” care a devenit ulterior baza legală a sistemului maghiar de privilegii orășenești.
De asemenea, a garantat bisericii pemanența proprietăților ei, cu excepția situațiior de necesitate. 
Ștefan al III-lea a murit la vârsta de 25 de ani pe 4 martie 1172, probabil otrăvit, și a fost înmormântat la Esztergom (Strigoniu). Succesor la tronul Ungariei a fost Béla, fratele lui Ștefan, deoarece fiul său cu același numele, murise înaintea sa.